# الخلصة (بئر السبع)
الخلصة قرية فلسطينية مُهجرة، كانت تقع على بعد 23 كم جنوب غرب بلدة بئر السبع. وكانت القرية تقوم في موقع بلدة قديمة من العصور النبطية والرومانية والبيزنطية وبداية العصر الإسلامي المبكر. عُرفت المدينة القديمة التي أسسها الأنباط، في المصادر اليونانية والرومانية باسم «هلاسا» أو «خيلوس»، ولاحقاً باسم «إلوسا»، وهي أحد المراكز الإدارية البيزنطية في صحراء النقب. وكانت لا تزال ذات أهمية خلال قرن الفتح الإسلامي، وقد هجرها أهلها بعد فترة قصيرة. وأعاد البدو سكن الموقع في أوائل القرن العشرين، بعد أن اهتم به علماء الآثار الغربيون. وفي أكتوبر 1948، احتلتها إسرائيل خلال الحرب العربية الإسرائيلية في 1948. لا يُعرف تعداد سكان الخلصة، لكن جميع سكانها كانوا مسلمين من قبيلة العزازمة.

## تاريخها

### العصور النبطية والرومانية والبيزنطية
بُني الموقع القديم على يد الأنباط، ربما في أواخر القرن الرابع أو أوائل القرن الثالث قبل الميلاد. يحدد المؤرخ الروماني بطليموس إلوسا خلال القرن الثاني الميلادي كمدينة في إدوم غرب نهر الأردن. أصبحت إلوسا المدينة الرئيسية في وسط النقب، بعد ضم الرومان لمملكة الأنباط في 106، حيث وُلد هناك الخطيب البارز زينوبيوس في القرن الرابع.
كانت إلوسا، ضمن مقاطعة فلسطين الثالثة، من بين مدن النقب الأولى التي ضمت عدداً كبيراً من السكان المسيحيين، والتي تعايشت مع الوثنيين خلال القرن الرابع وأوائل القرن الخامس.
واستناداً إلى سيرة هيلاريون التي كتبها القديس جيروم في أوائل القرن الخامس للميلاد، فإن هيلاريون لما زار إلوسا في القرن الرابع قُدّمت الخمر إليه من الكروم المجاورة. وتُشاهد بلدة إلوسا على خريطة مادبا المرسومة بالفسيفساء في القرن السادس للميلاد، والتي تمثل فلسطين. ويبدو أنها كانت مركز مقاطعة فلسطين الثالثة الإدارية حتى الفتح الإسلامي.

### الفترة الإسلامية المبكرة
تشهد برديات نيسانا (القرن السادس والسابع) أنه بعد الفتح الإسلامي لفلسطين، ظلت المدينة مركزاً إدارياً خلال بداية الفترة الإسلامية المبكرة على الأقل حتى أواخر القرن السابع. كما تظهر البرديات أنه عقب الفتح، اتخذ اسم المدينة الاسم العربي «الخلوص»، والذي كان أقرب إلى الاسم السامي الأصلي قبل الهلنستي.[بحاجة لمصدر] في نهاية المطاف، تدهورت المدينة وأصبحت مهجورة خلال قرون.
ويذكر الجغرافي محمد الدمشقي (توفي سنة 1327)، أنها إحدى مدن بنو إسرائيل في صحراء النقب. ويقول المؤرخ المقريزي إنها إحدى المدن الكبرى في القسم الجنوبي من فلسطين. إلا أن أهمية الخلصة تلاشت مع انحطاط الطرق التجارية في النقب.
يصف الخالدي كيف تدهورت الخلصة في النهاية مع تراجع طرق التجارة في النقب.[محل شك].

## إعادة الاكتشاف واستيطان البدو
زار إدوارد روبنسون أطلال الموقع في 1838، وبمساعدة الاسم العربي المحفوظ، حدد الموقع بدقة على أنه إلوسا المفقودة منذ فترة طويلة. وقد بدأت القرية تلفت الأنظار في أوائل القرن الحالي؛ ففي سنة 1905، درس معهد الكتاب المقدس في القدس الآثار في المنطقة. كما أن المسح البريطاني نشر خريطة للموقع الأثري بكامله في 1914. وقد تزامن الاهتمام المتجدد بالخلصة، من قبل علماء الآثار البريطانيين والفرنسيين وغيرهم من علماء الآثار الغربيين، مع قرار عشيرة العزازمة البدوية في النقب. التي بدأت الاستيطان بجوار الآبار وبين الآثار القديمة بعد نهاية الحرب العالمية الأولى. فبنت قرية مثلثة الشكل، محصورة بين طرفي واديين. وكانت منازلها مبنية بالحجارة والطين. وكان في الخلصة مدرسة ابتدائية بُنيت في 1941، كما كان فيها عدداً من الدكاكين. وكان سكانها يتزودون مياه الشرب من نبع، ويعتاشون من تربية الحيوانات ومن التجارة.

## حرب 48
دافع عن القرية الجيش المصري ومتطوعو القوات المحلية خلال الحرب العربية الإسرائيلية 1948. حتى هُزمت القوات العربية على يد لواء النقب الإسرائيلي خلال عملية يوآف في الأيام الأخيرة من شهر أكتوبر 1948. ويستشهد كتاب «تاريخ الهاغاناه» بقائد لواء النقب، ناحوم سريغ، الذي قال بعد الحرب:«بحلول 15 أيار/ مايو، كان النقب بأكمله خاضعاً لسلطة عبرية تامة». لكن من الجائز أن تكون القرية صمدت، مثل بئر السبع، حتى تشرين الأول/أكتوبر 1948، أي حتى عملية يوآف.

## المواقع الاثرية في القرية
في سنة 1938 كشفت الحفريات الأثرية عن أنقاض مدينة نبطية، وبعض القبور، وقطع معمارية نُقشت كتابات عليها. وبين سنتي 1973 و 1980، وفي أثناء ثلاثة مواسم من التنقيبات الأثرية، عُثر على بقايا مسرح نبطي كبير، وعلى أكبر كنيسة في النقب، وعلى غيرها من الأبنية الكنسية، وعلى أبراج للدفاع بُنيت فوق أسوار المدينة، وفوق بعض المنازل.

## القرية اليوم
لا يزال بعض منازل القرية قائماً، غير أنها مهجورة ومدمّرة جزئياً. وثمة، إلى الغرب من موقع القرية، بئر لا تزال مياهه صالحة للاستخدام، ولها فم مستدير وسلّم حديدي. وعلى بعد بضعة أمتار إلى الغرب من البئر، ثمة منزل كبير مستطيل الشكل، فيه ثماني غرف. ويشاهد خلفه ركام عشرة منازل مهدمة. كما أن بقايا المقبر تشاهد في الجزء الشمالي من الموقع. وإلى جانب المقبرة، ثمة حفريات أثرية وبعض منازل القرية المدمّرة. وهناك نحو 15 منزلاً، مدمّرة جزئياً، إلى الجنوب من الموقع وإلى الغرب منه.
لا مستعمرات إسرائيلية على أراضي القرية. وتُستخدم المنطقة للتدريبات العسكرية الإسرائيلية.

## وصلات خارجية
- موقع فلسطين في الذاكرة
- الخلصة، ذاكرات